# Fritz Schaller (Fußballspieler)
Fritz Schaller (* 18. Januar 1902 in Oberstedten; † 26. Mai 1983 in Oberursel), auch „Bujo“ genannt, war ein deutscher Fußballspieler.

## Karriere
Schaller begann 14-jährig in Oberstedten mit dem Fußballspielen und blieb bis zum Jahresende 1924 beim ansässigen 1. Fußballclub 09, bevor er 22-jährig von Eintracht Frankfurt verpflichtet wurde.
Für die Frankfurter bestritt er von 1925 bis 1933 in den vom Süddeutschen Fußball-Verband organisierten Meisterschaften bis 1927 in der Bezirksliga Main, bis 1933 in der Gruppe Main in der Bezirksliga Main/Hessen Punktspiele.
Als Sieger der Gruppe Main 1928 hervorgegangen, nahm er mit seiner Mannschaft an der Endrunde um die Süddeutsche Meisterschaft teil, die die Mannschaft als Zweitplatzierter von acht Mannschaften abschloss und sich damit für die Endrunde um die Deutsche Meisterschaft qualifizierte. Sein Debüt gab er am 8. Juli 1928 bei der 1:3-Niederlage im Achtelfinale gegen die SpVgg Sülz 07.
In der Folgesaison, erneut als Sieger der Gruppe Main hervorgegangen, schloss er die sich anschließende Endrunde um die Süddeutsche Meisterschaft als Viertplatzierter ab. Als Sieger der Gruppe Main 1930 nahm er erneut an der Endrunde um die Süddeutsche Meisterschaft teil, die mit deutlichem Abstand zur SpVgg Fürth gewonnen wurde. In der Endrunde um die Deutsche Meisterschaft kam er am 1. Juni 1930 erst im Viertelfinale zum Einsatz; in dem in Berlin gegen Holstein Kiel mit 2:4 verlorenem Spiel erzielte er das Tor zum 1:3 in der 59. und zum Endstand in der 87. Minute.
Als Sieger der Gruppe Main 1931 belegte er mit seiner Mannschaft den zweiten Platz in der Endrunde um die Süddeutsche Meisterschaft 1931 und war ebenfalls für die Endrunde um die Deutsche Meisterschaft qualifiziert. Er bestritt das Achtel- und Viertelfinale am 14. und 17. Mai 1931 beim 3:2-Sieg im Düsseldorfer Rheinstadion gegen Fortuna Düsseldorf und bei der 0:2-Niederlage im Altonaer Stadion gegen den Hamburger SV.
Nachdem die Mannschaft in der darauffolgenden Spielzeit die Gruppe Main als Bezirksmeister abgeschlossen hatte, setzte sie sich auch 1931/32 in der Gruppe Nord/West in der Endrunde um die Süddeutsche Meisterschaft durch und wurde – nach dem beim Stand von 2:0 gegen den FC Bayern München in der 83. Minute abgebrochenen Endspiel – vom Süddeutschen Fußball-Verband zum Süddeutschen Meister erklärt. Mit dem FC Bayern München gab es ein Wiedersehen im Finale um die Deutsche Meisterschaft, das er jedoch nach dem erfolgreich bestrittenen Viertel- und Halbfinale mit seiner Mannschaft am 12. Juni 1932 im Städtischen Stadion in Nürnberg mit 0:2 verlor. Seine letzte Saison in der Gruppe Main beendete er mit seiner Mannschaft als Zweitplatzierter mit zwei Punkten Abstand auf den FSV Frankfurt.
Von 1933 bis 1959 war er Spielertrainer des 1. FC 09 Oberstedten.

## Erfolge
- Zweiter der Deutschen Meisterschaft 1932
- Süddeutscher Meister 1930, 1932
- Bezirksmeister Main 1928, 1929, 1930, 1931, 1932